# Обыкновенный скат-орляк
Обыкновенный орляк  (лат. Myliobatis aquila) — вид хрящевых рыб рода орляков семейства орляковых скатов отряда хвостоколообразных надотряда скатов. Они обитают в субтропических водах Атлантического океана, включая Средиземное море. Встречаются на глубине до 537 м. Максимальная зарегистрированная ширина диска 183 см. Грудные плавники этих скатов срастаются с головой, образуя ромбовидный диск, ширина которого превосходит длину. Характерная форма плоского рыла напоминает утиный нос. Тонкий хвост длиннее диска. На хвосте имеется ядовитый шип. Окраска дорсальной поверхности диска различных оттенков коричневого цвета.
Подобно прочим хвостоколообразным обыкновенные скаты-орляки размножаются яйцеживорождением.  Эмбрионы развиваются в утробе матери, питаясь желтком и гистотрофом. В помёте 3—7 новорождённых. Рацион состоит из морских беспозвоночных, таких как ракообразные и моллюски, а также мелких костистых рыб. Эти скаты представляют незначительный интерес для коммерческого промысла, попадаются качестве прилова. Мясо используют в пищу.

## Таксономия
Впервые новый вид был научно описан в 1758 году Карлом Линнеем. Видовой эпитет происходит от слова лат. aquila — «орёл». Видовая принадлежность скатов-орляков, обитающих вдоль восточного и западного побережья Африки, остаётся неясной, необходимы дополнительные исследования. 

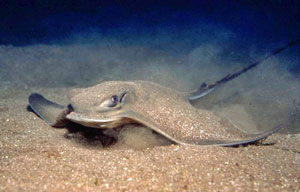

## Ареал и места обитания
Обыкновенные скаты-орляки обитают у атлантических берегов Европы и Африки, включая  Средиземном море, а также у побережья Кении и ЮАР в Индийском океане. Эти скаты встречаются от Ирландии и Северного моря до ЮАР, включая воды, омывающие Мадейру, Марокко и Азорские острова. Эти рыбы более распространены в южной части своего ареала, а в европейских водах довольно редки. Летом они проникают и в умеренно тёплые воды (у побережья Англии и даже юга Норвегии). Обыкновенные скаты-орляки обычно держатся в прибрежной зоне не глубже 50 м, хотя иногда они встречаются на глубине до 537 м. Они заплывают в мелкие лагуны и эстуарии рек. В Средиземном море они предпочитают песчаное или илистое дно и попадаются на глубине до 200 м.

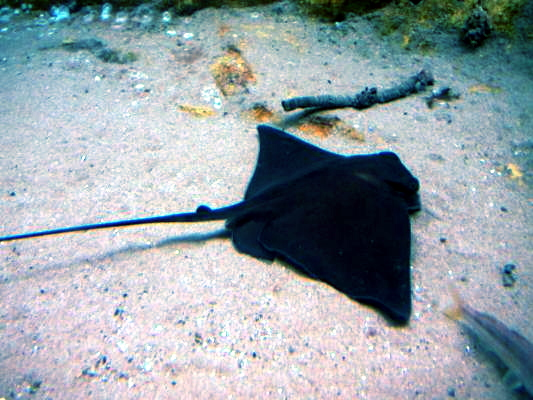
Обыкновенный скат-орляк в [http://www.aquariumbcn.com океанариуме Барселоны

## Описание
Грудные плавники обыкновенных скатов-орляков срастаются с головой, образуя ромбовидный плоский диск, ширина которого превышает длину, края плавников имеют форму заострённых («крыльев»). Характерная форма треугольного плоского рыла, образованного сросшимися передними краями грудных плавников, напоминает утиный нос. Голова короткая и закруглённая. Кнутовидный хвост почти в 2—2,5 раза длиннее диска. Позади глаз расположены брызгальца. На вентральной поверхности диска имеются 5 пар жаберных щелей, рот и ноздри. Зубы образуют плоскую трущую поверхность, состоящую из 1—7 рядов пластин. На дорсальной поверхности у основания хвоста присутствует ядовитый шип. У некоторых особей шипов 2 и более. Длина шипа зависит от пола и размера и составляет 45—60 мм. По бокам имеются примерно 66 (у самок) и 72 (у самцов) зазубрины. Окраска дорсальной поверхности диска от тускло-коричневого до почти чёрного цвета без отметин. Вентральная поверхность диска белая, иногда с коричневатыми краями. Брюшные плавники широкие, задний край образует почти прямую линию.  Максимальная зарегистрированная ширина диска 183 см. У особей, живущих в Средиземном море, максимальный размах плавников составляет 150 см, а общая длина 260 см. У берегов южной Африки максимальная ширина диска не превышает 79,1 см.

## Биология
Как и другие орляковые скаты, обыкновенные скаты-орляки довольно хорошо плавают. Их стиль плавания похож на полёт под водой. Иногда они выскакивают из воды и пролетают некоторое расстояние по воздуху. Часто их наблюдают плывущими группами на небольшом расстоянии от дна.
Подобно прочим хвостоколообразным обыкновенные скаты-орляки относятся к яйцеживородящим рыбам. Эмбрионы развиваются в утробе матери, питаясь желтком и гистотрофом. В помёте 3—7 новорождённых. Беременность длится 6—8 месяцев. Самки приносят потомство ежегодно. Роды происходят в период с сентября по февраль. Самцы и самки достигают половой зрелости при ширине диска 40—50 см и 60—70 см соответственно. Рацион состоит из нематод, моллюсков, полихет, сипункулид, десятиногих ракообразных и костистых рыб.

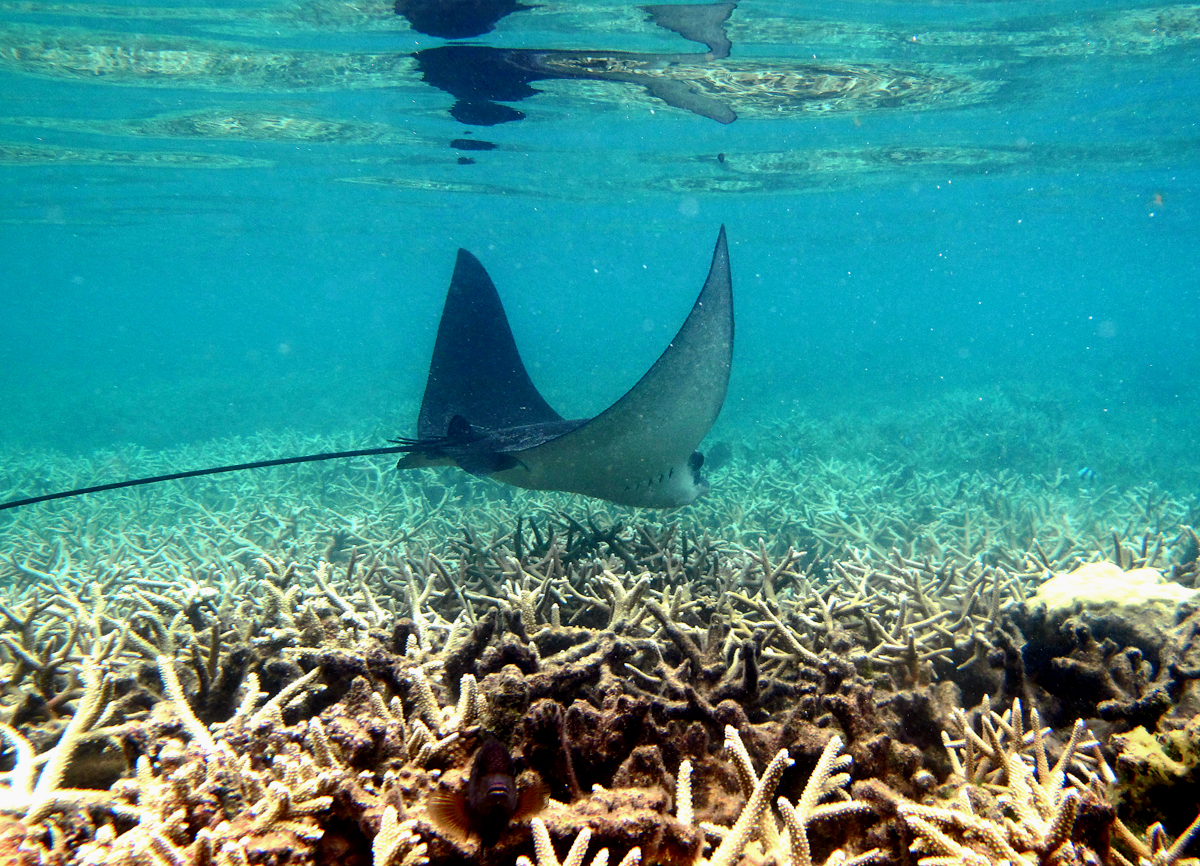
Обыкновенный скат-орляк в водах Реюньона

На обыкновенных скатах-орляках паразитируют моногенеи Benedenia sciaenae, Empruthotrema raiae и Monocotyle myliobatis, веслоногие рачки Eudactylina acuta, Lernaeopoda galei и Pseudocharopinus malleus и разные виды цестод.

## Взаимодействие с человеком
Обыкновенные скаты-орляки представляют незначительный интерес для коммерческого промысла. По всему ареалу они попадаются в качестве прилова в донные тралы, трёхстенные сети, кошельковые неводы и ярусы. Мясо используют в пищу в вяленом виде, кроме того, производят рыбную муку и рыбий жир. В прошлом их мясо считалось едой простолюдинов, однако печень подавалась в качестве лакомства и в богатых домах. Эти рыбы ценятся как трофей среди рыболовов-любителей. Из-за ядовитого шипа на хвосте они потенциально опасны для человека. Ранее в Италии существовал закон, согласно которому этих рыб было запрещено приносить на рынок, не удалив предварительно шипы. В северной части Средиземного моря численность популяции снизилась. Данных для оценки Международным союзом охраны природы статуса сохранности вида недостаточно.